# Grasshopper (film)
Grasshopper (グ ラ ス ホ ッ パ ー) è un film del 2015 diretto da Tomoyuki Takimoto.
Film thriller giapponese "revenge"  interpretato da Tōma Ikuta, Tadanobu Asano e dal leader della boy band Hey! Say! JUMP Ryōsuke Yamada. È uscito nelle sale del Giappone il 7 novembre del 2015. È basato sul romanzo omonimo di Kōtarō Isaka.

## Trama
Dopo la morte della sua fidanzata Suzuki inizia a lavorare per la metropolitana; viene in tal maniera rapidamente coinvolto in un gioco violento di aggressione e difesa tra due gruppi di operatori clandestini. Preso nella sfida, accanto a lui, vi sono Kujira e Semi, che sono entrambi dei pericolosi serial killer.

## Produzione
La lavorazione (cinema) e le riprese hanno avuto inizio a partire dal 7 luglio del 2014.

## Accoglienza
Il film ha incassato 192 milioni di yen nel suo primo weekend di programmazione; mentre entro il terzo fine settimana aveva già incassato 675 milioni.